# مرغاريتاسيت
المرغاريتاسيت (Margaritasite) هو معدن أصفر اللون يحمل السيزيوم في مجموعة الكارنوتيت . صيغته الكيميائية (سيزيوم, بوتاسيوم, هيدرونيوم)2(يورانيومأكسجين2)2فاناديوم2O8 ونظامه البلوري أحادي الميل .

## تسميته واكتشافه
وُصف هذا المعدن لأول مرة في عام 1982 م من ودائع اليورانيوم مرغريتا ، مقاطعة بينا بلانكا بلدية ألداما ، في ولاية تشيهواهوا المكسيكية .